# Mollia paraensis
Mollia paraensis är en malvaväxtart som beskrevs av Charles Baehni. Mollia paraensis ingår i släktet Mollia och familjen malvaväxter. Inga underarter finns listade i Catalogue of Life.